# August 1968
Portal Geschichte | Portal Biografien | Aktuelle Ereignisse | Jahreskalender | Tagesartikel

◄ |
19. Jahrhundert |
20. Jahrhundert
| 21. Jahrhundert

◄ |
1930er |
1940er |
1950er |
1960er
| 1970er | 1980er | 1990er | ►

◄ |
1964 |
1965 |
1966 |
1967 |
1968
| 1969 | 1970 | 1971 | 1972 | ►

◄ |
Mai 1968 |
Juni 1968 |
Juli 1968 |
August 1968 |
September 1968 |
Oktober 1968 |
November 1968 |
►
Dieser Artikel behandelt tagesbezogene Nachrichten und Ereignisse im August 1968.

## Bereits länger laufende Ereignisse, auch zu diesem Monat
- Nigeria: Der Biafra-Krieg, ein Bürgerkrieg von 1967 bis 1970

- Prag: Nach einem Führungswechsel in der KP im Vorjahr besteht in der Tschechoslowakischen Sozialistischen Republik (ČSSR) einige Wochen lang Unklarheit über eine neue Richtung, einen Reformkurs der tschechoslowakischen Regierungspartei (KP) unter Alexander Dubček, der zum so genannten „Prager Frühling“ (Sozialismus mit menschlichem Antlitz) und dessen Niederschlagung durch Truppen des Warschauer Paktes unter Führung der Sowjetunion in diesem Monat führt.
- Zeitraum im Vietnamkrieg in Südvietnam – die Tet-Offensive gegen die südvietnam. und amerikanischen Alliierten dauerte vom 29./30. Januar bis zum 23. September 1968. Sie hatte ihren Höhepunkt bereits im Januar und Februar erreicht.

## Tagesgeschehen

### 1. August 1968, Donnerstag
- Bandar Seri Begawan: Krönung des neuen Sultans von Brunei Hassanai
- Caracas: Der früherer Diktator Marcos P. Jimenez wird zu einer Gefängnisstrafe verurteilt
- Čierna nad Tisou, 29. Juli bis 1. August: Ende eines Treffen zwischen Leonid Brežnev und Alexander Dubček

### 2. August 1968, Freitag
- USA: Sirhan Sirhan plädiert im Verfahren wegen des Attentats auf den US-Senator Robert F. Kennedy am 5. Juni 1968 für sich auf „nicht schuldig“.

### 3. August 1968, Samstag

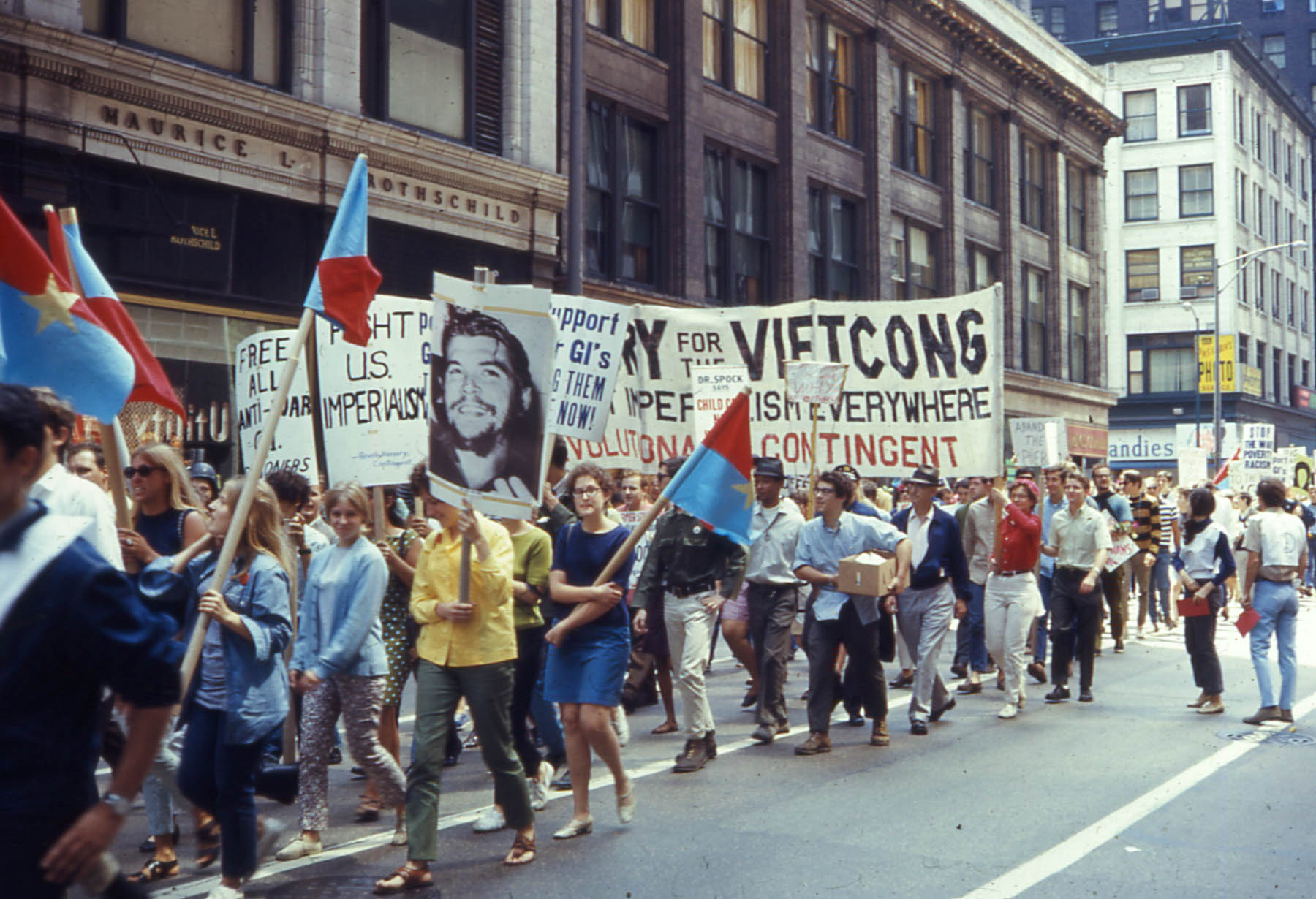
10. August: Demonstration in Chicago vor der Democratic National Convention

- Bratislava: Zum Abschluss der dortigen Konferenz von fünf anderen Warschauer-Pakt-Staaten mit der ČSSR-Führung betonen die KP-Parteiführer in der Erklärung von Bratislava die notwendige Einheitlichkeit des sozialistischen Blocks.[1]
- Dort wurde ein so genannter Einladungsbrief von Vasiľ Biľak an die sowjet. Führung übergeben. Übergabe des Briefs von Vasiľ Biľak (Vasil Bilak) an die KPdSU-Führung.[2]

- Gestorben: Konstanty Rokossowski (geb. 1896; Operation Bagration, u. a. Marschall von Polen)

### 10. August 1968, Samstag
- Charleston, USA: Flugzeugunfall beim Landeanflug von Flug 230; 35 Tote

### 11. August 1968, Sonntag
- Liverpool: Der Fifteen Guinea Special der British Rail begann als letzter Dampfzug in England seine Fahrt – am nächsten Tag tritt ein Verbot in Kraft (steam ban) und beendet ein Kapitel der Industriegeschichte

### 12. August 1968, Montag
- Eine Delegation des Zentralkomitees der SED unter Leitung Walter Ulbrichts trifft sich mit dem ZK der tschechoslowakischen KP (unter Leitung von Dubcek) in Karlsbad.

### 15. August 1968, Donnerstag
- Celebes, Indonesien: Erdbeben, etwa 68.200 Tote

### 20. August 1968, Dienstag
- Prag: In ihrer regulären Parteivorstandssitzung wird die Planung Dubčeks zur Durchführung des 14. Parteikongresses bestätigt
- ab 23 Uhr: Einmarsch von Truppen der Sowjetunion und des Warschauer Pakts in der Tschechoslowakei (bzw. als ein länger ablaufendes Ereignis: Einmarsch der Truppen aus vier Staaten des Warschauer Paktes, Luftlandetruppen, Panzerverbände)
- Semei, Kasachstan: die UdSSR führt eine Nukleartestexplosion auf dem Atomwaffentestgelände durch

### 21. August 1968, Mittwoch
- Fortsetzung des Einmarsches der Truppen des Warschauer Pakts
- 2 Uhr: Radio Prag teilt den Einmarsch mit. Mitglieder des Parteipräsidiums versammeln sich. Sie werden bald darauf von Besatzungstruppen inhaftiert.
- Bukarest: Nicolae Ceaușescu (Staatspräsident von Rumänien) verurteilt öffentlich die Intervention
- Chicago: Eröffnung des Parteikongress der Demokraten (Democratic National Convention)
- Washington D.C.: Der Gefreite James Anderson Jr.  erhielt als erster afroamerikan. Soldat posthum für seinen Einsatz im Vietnamkrieg die  Medal of Honor verliehen.

### 22. August 1968, Donnerstag
- Bogota: Der katholische Papst Paul VI. (bekannt durch Zweites Vatikanisches Konzil, CIC) beginnt einen Staatsbesuch in Kolumbien
- Beginn des Parteitags der KPTsch in einem Vorort Prags, der Dubcek erneut bestätigt

### 24. August 1968, Sonntag
- Mururoa, Französisch-Polynesien: Kernwaffentest Frankreichs (Atommacht)

### 25. August 1968, Montag
- Venedig: Alexander Kluge erhält Goldenen Löwen (Filmpreis) für Die Artisten in der Zirkuskuppel: ratlos

### 26. August 1968, Dienstag
- Moskau: Ende der aufgezwungenen „Verhandlungen“ zwischen der sowjetischen und der inhaftierten tschechoslowakischen Führung mit Unterzeichnung eines „Moskauer Protokolls“.[3]
- Chicago: vom 26. August bis 28. August findet die National Convention der Demokraten (Nominierungsparteitag für die Präsidentschaftswahl) statt – dort wollen u. a. Studenten gegen die US-Beteiligung am Vietnamkrieg protestieren. Chicagos demokratischer Bürgermeister Richard J. Daley setzt eine sehr repressive Polizeitaktik um und es kommt in der Stadt zu tagelangen Straßenschlachten. Hubert H. Humphrey wird als Präsidentschaftskandidat nominiert.
- London: Hey Jude von Paul McCartney wird unter dem neuen Label der Beatles, Apple, als Single veröffentlicht. Die Platte gilt mit etwa 7,5 Millionen verkauften Exemplaren als erfolgreichste Single der Band.

### 29. August 1968, Freitag
- Oslo: Heirat des norwegischen Kronprinzen Harald mit Sonja Haraldsen.

### 30. August 1968, Freitag
- Saigon: Beginn eines neuntägigen Aufruhrs von afroamerikanischen Häftlingen im US-Militärgefängnis (1 Toter, über 100 Verletzte)

### 31. August 1968, Samstag
- Iran: verheerendes Erdbeben in der Chorasan-Provinz (7,4 Richter-Skala; Schätzung von über 15 Tsd. Toten)
- Houston: Erste nahezu zeitgleiche Multiorgan-Transplantation, von einer Spenderin, an vier Empfänger (leitender Operateur Michael DeBakey)